# Kaszubski Park Krajobrazowy
Der Kaschubische Landschaftsschutzpark (Kaszubski Park Krajobrazowy) (kaschubisch Kaszëbsczi Park Krajòbrazny) ist ein Naturschutzgebiet der Kategorie Landschaftsschutzpark in der Woiwodschaft Pommern, Polen. Das Gebiet wurde 1983 zum Schutz der kaschubischen Landschaft angelegt, es ist Teil der kaschubischen Seenplatte.

## Beschreibung

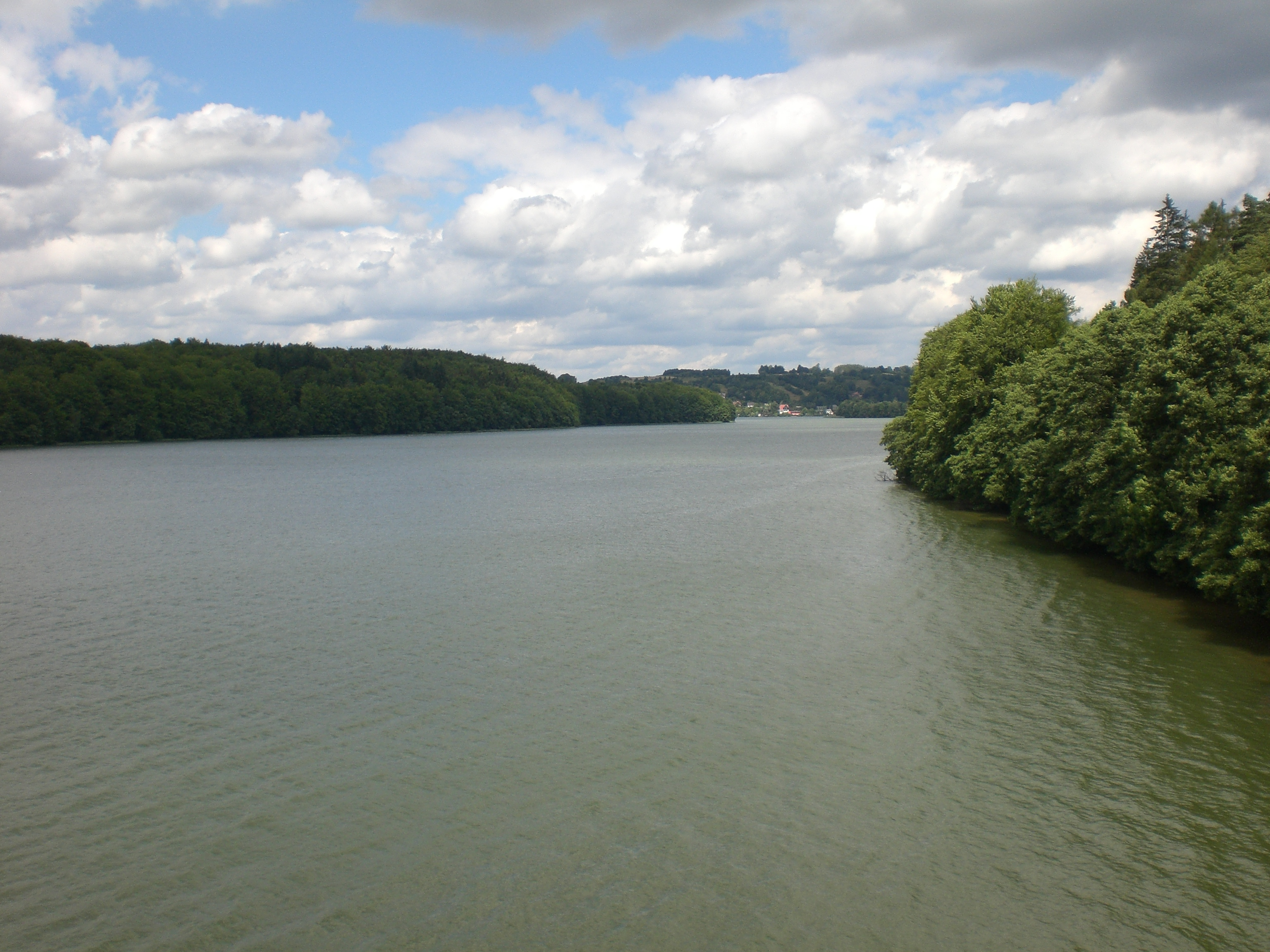
Jezioro Ostrzyckie (Ostritzsee)

Logo des Parks

Der Park liegt auf dem Gebiet der Landgemeinden Kartuzy (kaschubisch Kartuzë, deutsch Karthaus), Chmielno (Chmielno, Chmelno), Stężyca (Stãżëca, Stendsitz), Sierakowice (Serakòjce, Sierakowitz) und Somonino (Somònino, Semlin) im Powiat Kartuski, Kościerzyna (Kòscérzna, Berent) und Nowa Karczma (Nowô Karczma, Neukrug) im Powiat Kościerski und Linia (Lëniô, Linia) im Powiat Wejherowski. Die Verwaltung befindet sich in der Stadt Kartuzy.
Das Schutzgebiet wurde am 15. Juni 1983 gegründet und hat heute eine Fläche von 332 km² und eine Schutzzone von 324,9 km². Der Park umfasst zu 50 % landwirtschaftlich genutzte Flächen, zu 34 % Wald und zu 10,3 % Wasserflächen. Der größte von 34 Seen des Parks ist der Raduńskie Dolne (7,3 km²), der tiefste der Raduńskie Górne mit 43 Meter Tiefe. Im Park liegen zwölf Naturreservate, acht weitere Schutzgebiete und sechs Natura 2000-Gebiete, die 40 Prozent der Gesamtfläche einnehmen. (Stand Januar 2018)
Das Gebiet gehört zum Baltischen Landrücken und ist eine eiszeitlich geprägte Moränenlandschaft, in die Rinnenseen eingeschnitten sind. In einigen Bereichen haben sich Feuchtgebiete und Torfmoore gebildet. Die Wzgórza Szymbarskie (Szëmbarsczé Grzëpë, deutsch etwa: Schönberger Höhen) haben eine mittlere Höhe von über 260 Metern über den Meeresspiegel. Die Wieżyca (Wieżëca, Turmberg) ist mit 329 Metern Höhe der höchste Berg im nördlichen Polen, der höchste Berg zwischen dem Harz im Westen und dem Dsjarschynskaja Hara bei Minsk im Osten und auch die höchste Erhebung auf dem Gebiet der ehemaligen Provinz Westpreußen.
Im Dorf Wdzydze Kiszewskie befindet sich der Kaschubische Ethnografische Park.